# 铠壳穿盾虫
铠壳穿盾虫（学名：Dorataspis loricata）为穿盾虫科穿盾虫属的动物。分布于大西洋、俾斯麦群岛、印度洋、那波利湾和第勒尼安海以及中国东海等海域。